# Bystřice (Hradec Králové)
Bystřice é uma comuna checa localizada na região de Hradec Králové, distrito de Jičín‎.